# Socorrosittich
Der Socorrosittich oder Socorro-Grünsittich (Psittacara brevipes) ist eine Papageienart aus der Gattung Psittacara, die auf der zu Mexiko gehörenden Insel Socorro im Ostpazifik endemisch ist.

## Merkmale
Der Socorrosittich erreicht eine Körperlänge von 31 bis 34 cm. Die Schwanzlänge beträgt 136 bis 155 mm und die Flügellänge 162 bis 174 mm. Das Gefieder ist hauptsächlich grün. Brust und Bauch sind grün mit gelblicher Tönung. Bei einigen Individuen sind einige vereinzelte rote Federn am Kopf zu erkennen. Die Unterseite der Flügeldecken ist stumpfgrün, die Unterseite der Schwungfedern und des Schwanzes sind olivgelb. Die zehnte Handschwinge ist kürzer als die siebte, während es beim nahe verwandten Grünsittich (Psitticra holochlora) umgekehrt ist. Der Augenring ist rötlich-grau. Der Schnabel hornfarbig mit schwärzlicher Zeichnung an den Seiten der Spitze. Die Iris ist orangerot. Die Füße sind fleischfarben-grau. Die Geschlechter sehen gleich aus.

## Systematik
Er ist sehr eng mit dem Grünsittich (Psittacara holochlorus) verwandt und wird manchmal als konspezifisch betrachtet, aber die Unterschiede in Stimme, Struktur und Gefieder lassen einen Artstatus angemessen erscheinen.
Aufgrund von fünf DNA-Studien aus den Jahren 2004 bis 2012 befürwortete das South American Checklist Committee (AOU) den Vorschlag Nr. 578, der Aratinga in vier Gattungen aufteilte. Infolgedessen wurde Aratinga brevipes zu Psittacara previpes. Die IUCN listet ihn als Unterart des Grünsittichs.

## Lebensraum
Der Socorrosittich bewohnt trockene, tropische Tieflandgebiete mit Wald. Am häufigsten ist er in Bumelia-, Ilex- und Guettarda-Wäldern mit mindestens 8 m hohen Bäumen, meist in Höhenlagen oberhalb von 500 m anzutreffen, da Tieflandgebiete inzwischen nicht mehr für die Art geeignet sind. Er besucht auch Kulturflächen und Plantagen.

## Lebensweise
Die Schwarmgröße hängt von der Nahrungsverfügbarkeit ab. Man kann ihn meist beim Hin- und Rückflug von Schlafbäumen in den Abend- und Morgenstunden beobachten. Er bildet meist lärmende Schwärmen bis zu 40 Vögeln. Gelegentlich kann man auch Schwärme von bis zu 100 Vögeln zählen. Tagsüber kann man kleinere Gruppen von bis zu bis 6 Vögel ausmachen. Gebundene Paare sind im Schwarm deutlich erkennbar. Der Ruf besteht aus Kreischen mit schrillen, metallischen krii-krii-Tönen, die schnell wiederholt werden. Während der Ruhephase gibt er kurze kii-kii-kii-Rufe von sich. Seine Nahrung umfasst Samen, Früchte (Bumelia, Ilex und Psidium, auch Opuntia und Ficus), Beeren, Nüsse und wahrscheinlich pflanzliche Stoffe. Samen von Bumelia socorrensis bilden 51 % der gesamten Nahrung, gefolgt von Guettarda (19,5 %), Ilex (16,7 %) und Psidium (12,7 %). Die Brutzeit liegt zwischen Oktober und Januar. Die Nester befinden sich in Baumhöhlen 2 und 8 m über dem Boden, wobei Bumelia-socorrensis-Bäume bevorzugt werden. Der Eingang ist meist nach Süden oder Südwesten gerichtet.

## Status
Der Soccorosittich genießt höchste Priorität beim Artenschutz. Die Population wurde in den Jahren 1990 bis 1991 auf 400 bis 500 Vögel in den 35 km² geeignetem Lebensraum auf der Insel geschätzt. Die Zahlen wurden bis Anfang der 1990er Jahre als stabil angesehen, obwohl sich das Verbreitungsgebiet seit 1960 verkleinert hat. Bis zum Jahr 2000 wurde die Art als gefährdet gelistet. Dann führten Befürchtungen über einen Populationsrückgang dazu, dass die Art als stark gefährdet klassifiziert wurde. Bei Erhebungen in den Jahren 2006 und 2007 wurde der Bestand auf ca. 300 Individuen geschätzt, was einen Rückgang in jüngster Zeit bestätigt. Die Überweidung durch Schafe hat zu Erosion, Lebensraumverschlechterung und Waldverlust geführt. Beutegreifer wie verwilderte Katzen und entlaubende Heuschreckenschwärme der Art Schistocerca piceifrons können ebenfalls ein Problem darstellen.